# Norio Sasaki
Norio Sasaki (佐々木 則夫 Sasaki Norio?), född 24 maj 1958, är en japansk tidigare fotbollsspelare och tränare.
Norio Sasaki var tränare för det japanska landslaget 2008-2016.